# Perspektywa zdolności
Perspektywa zdolności, Teoria zdolności (ang. capabilities approach) - stanowisko etyczne, polityczne i ekonomiczne sformułowane przez Amartya Sena w latach 80. XX w. w dyskusjach nad teoriami sprawiedliwości i sposobem mierzenia poziomu rozwoju społeczeństw. U jego podstaw leży założenie, że ludzie posiadają pewne podstawowe zdolności (potencjalne stany, które jednostka może osiągnąć), które w sprzyjających warunkach mogą być realizowane (przekształcone w funkcjonowania), pozwalając im osiągnąć dobrostan (pożądaną jakość życia).

## Tłumaczenie nazwy
W języku polskim nie ma ustalonego tłumaczenia capabilities/capability approach. Wielu autorów używa terminu angielskiego. Jako tłumaczenie proponowano: perspektywa zdolności czy teoria zdolności, podejście zdolnościowe, teoria potencjalności, teoria sprawiedliwości Sena.

## Źródła i kontekst powstania
Twórca teorii, Amartya Sen, zaczął ją formułować w serii artykułów w latach 70tych XX w. jako odpowiedź na niedostatki etycznych i ekonomicznych koncepcji zajmujących się problemem dystrybucji dóbr. Zarówno  utylitaryzmu, jak i teorii sprawiedliwości Rawlsa) kładą nacisk na mierzenie ilości dóbr i ich użyteczność, co jednak zdaniem Sena nie powinno być jedynym wskaźnikiem dobrostanu jednostki lub wspólnoty. Stanowiska te pomijają zakres możliwości jaki stoi przed podmiotami, czy to działania jakie można podejmować, czy też to, kim mogą one zostać. 
Podejścia oparte na zasobach nie dostrzegają celów do jakich będą one wykorzystane oraz tego, że w zależności od swoich możliwości, ludzie o tych samych zasobach osiągną różne rezultaty. W szeroko dyskutowanym tekście "Equality of What?" (1979) Sen analizuje przykład osoby z niepełnosprawnością, która dysponując tą samą pulą dóbr jak osoba zdrowa jest w gorszej sytuacji zarówno dla tego, że niepełnosprawność pozbawia go możliwości pewnych działań, jak i dlatego, że jego zasoby muszą być wydatkowane na przezwyciężenie ograniczeń niepełnosprawności. Rozwiązaniem tego problemu nie jest jednak (jak proponują utylitaryści) zwiększenie puli dóbr osoby z niepełnosprawnością. Utylitarna użyteczność nie jest w prosty sposób związana z ilością dóbr. Jak pokazuje w swoich badaniach Sen, osoby ubogie potrafią często lepiej wykorzystywać ograniczone środki i osiągać z nich lepszą satysfakcję poprzez obniżenie oczekiwań, gdy osoby w dostatku marnują zasoby i są trudne do zadowolenia.
Koncepcja zdolności jest zasadniczo odmienna od  koncepcji "dóbr pierwotnych" Rawlsa. Dobra pierwotne mają w teorii Rawlsa charakter instrumentalny. Są to środki dające jednostkom wolność pozwalającą im na dążenie do ustalonego przez siebie dobra. Inaczej jest ze zdolnościami, które są autoteliczne, tzn. mają wartość samą w sobie.
Perspektywa zdolności miała być odpowiedzią na te niedostatki. Miała być perspektywą teoretyczną pozwalającą podejmować wybory związane z dystrybucją dóbr czy oceną dobrostanu przy uwzględnieniu bardziej złożonych czynników. Chociaż perspektywa zdolności powstała w dyskusji nad teoriami sprawiedliwości (w szczególności teorii Johna Rawlsa), sama nie jest rozwiniętą teorią sprawiedliwości, a jedynie odmienną perspektywą podejścia do podejmowanych przez nie kwestie.
Perspektywa zdolności spotkała się z dużym zainteresowaniem szerokiego grona badaczy z bardzo różnych dyscyplin (ekonomii, filozofii, socjologii, polityk społecznych). Obok Sena, najbardziej znane są prace Marthy Nussbaum. Jej podejście koncentruje się na aspektach etycznych. Perspektywa zdolności rozwijana jest u niej jako alternatywa wobec teorii sprawiedliwości, mająca wymiar zarówno wewnętrzny, jak i globalny . 
| ≥ 0.950 0.900–0.950 0.850–0.899 0.800–0.849 0.750–0.799 0.700–0.749 0.650–0.699 | 0.600–0.649 0.550–0.599 0.500–0.549 0.450–0.499 0.400–0.449 ≤ 0.399 brak danych |

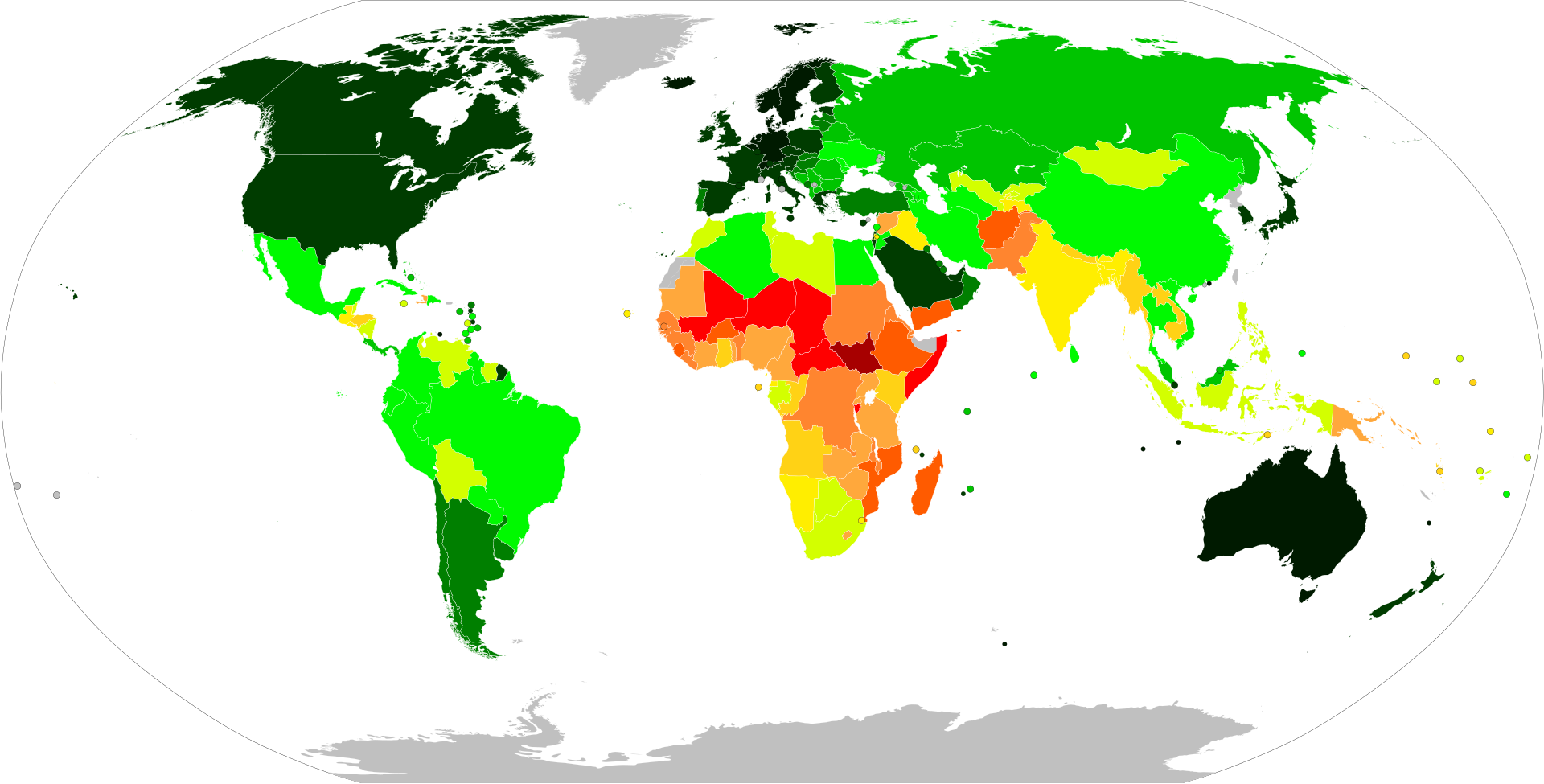
Wskaźnik rozwoju społecznego państw świata (HDI), dane z 2023, opublikowane w 2025

Do innych badaczy rozwijających perspektywę zdolności należą m.in.: 
Meghnad Desai, Sabina Alkire, Bina Agarwal, David Crocker, Séverine Deneulin, Sakiko Fukuda-Parr, Ingrid Robeyns, Hans-Uwe Otto, Elaine Unterhalter.
Teoria Sena i jego kontynuatorów była też wykorzystana w tworzeniu wskaźnika rozwoju społecznego (Human Development Index, HDI) .

## Charakterystyka
Punktem wyjścia koncepcji jest rozróżnienie zdolności (capabilities) i funkcjonowań (functionings). 
Zdolności są pewnymi potencjalnymi działaniami i stanami, które jednostka może osiągnąć. Są "odpowiedziami na pytanie: "co dana osoba może robić i czym może być"". Są to "substancjalne wolności" - wzajemnie powiązane okazje do działania. Zgodnie ze znanym rozróżnieniem Isaiaha Berlina są to wolności pozytywne (rzeczywiste możliwości działania), a nie tylko negatywne (wolność od władzy czy wpływu). Funkcjonowania są natomiast aktywnymi realizacjami zdolności. Są potencjalnościami, które jednostka w swoim życiu osiągnęła lub rozwinęła. 
Perspektywa zdolności wskazuje, że dla osiągnięcia dobrostanu jednostek, ochrony ich godności, rozwoju potencjału i poszanowania autonomii konieczne jest zapewnienie rozwoju podstawowych zdolności i ich przekształcenia w funkcjonowania. Dla takiej realizacji konieczne są "czynniki konwersji (conversion factors), pozwalające osiągnąć jednostkom dane stany rzeczy. Istnieją ich trzy podstawowe rodzaje: osobiste (cechy fizyczne jednostki, płeć, inteligencja), społeczne (polityki publiczne, normy społeczne, kultura), środowiskowe (związane ze środowiskiem naturalnym).Uwzględnienie tych czynników wskazuje, że rozwinięcie danych zdolności przez jednostkę zależy od całego splotu różnych czynników, a nie tylko jej działań.
Zdolności są różne jakościowo. Mają być wyrazem różnorodności życia ludzkiego i różnych wymiarów w których należy je rozwijać. Są to końcowe efekty (pewien przyzwoity standard życia), a nie środki za pomocą których się je osiąga (jak np. średni dochód) Sen ujmuje je dość ogólnie, choć wyróżnia mniej i bardziej fundamentalne zdolności. We wskaźniku rozwoju społecznego (HDI) ujęto trzy kluczowe wymiary: dostęp do zdrowia (zoperacjonalizowany jako oczekiwana długość życia), edukacji (średnia lub oczekiwana liczba lat nauki) i dóbr materialnych (dochód narodowy per capita). Usystematyzowaną listę 10 podstawowych zdolności przedstawiła Martha Nussbaum: 
1. życie,
2. zdrowie cielesne,
3. integralność cielesna,
4. zmysły, wyobraźnia i myśli,
5. emocje,
6. rozum praktyczny,
7. afiliacje,
8. kontakt z innymi gatunkami,
9. zabawa,
10. kontrola nad swoim środowiskiem.

Ta wielokrotnie przytaczana lista, jest jednak, zdaniem samej Nussbaum, jedynie przykładowa. To warunki lokalne i społeczny kontekst określają co jest podstawową zdolnością.